# 藤木あやか
藤木 あやか（ふじき あやか）は、日本のグラビアアイドル。

## 来歴
2008年 ピンキーネット所属。過激な着エロ路線のイメージビデオに出演。受賞。
2009年 事務所が活動停止状態になり、休業状態になる。本名は「さやか」
2010年 おぴんくさやか名義でフリーで復帰。後に藤木あやかに戻した。
趣味・特技は、料理、ピアノ。

## 出演

### DVD （藤木あやか名義）
- 完全Tバック宣言 16（2008年6月25日、ビーエムドットスリー）
- EIGHT（2008年7月26日、レイフル）
- 桃色聖春女学園 Vol.22（2008年7月26日、レイフル） - 共演：藤間ゆかり、藤阪あき、藤屋ペコ
- 桃尻アイドル（2008年8月22日、キングダム）
- ゆりっ娘T学園 1 禁断の百合世界（2008年8月29日、ハイエンド） - 共演：藤永みづき
- ソーセージLOVE（2008年9月12日、キングダム） - 共演：藤沢ちえ
- 東京Tバックドールズ vol.5（2008年9月21日、ヴィーナスコミュニケーションズ）
- あ・げ・る vol.1（2008年9月29日、AGERU）
- ゆりっ娘T学園 3 最終の百合世界（2008年10月29日、ハイエンド） - 共演：藤屋ペコ
- バージョンアップ（2008年10月31日、キングダム）
- お蔵入り寸前! 藤木あやか A面（2008年11月28日、ハイエンド）
- ヤッちゃいました! 藤木あやか B面（2008年12月26日、ハイエンド）
- おしゃエロ 3（2009年1月29日、FUKUEPICTURES）
- イメージ業界激震! 一生で一番の過激作!! 現役超人気お騒がせアイドルが… 初本フェラ! 初本口内発射! 初擬似3P!!（2009年2月5日、シーアンドエイチ）
- 双丘（2009年3月27日、パオソフト） - 共演：藤本あや
- さらに問題作!? これで最後!! 現役超人気お騒がせアイドルと3Pはいかがですかスペシャル!!（2009年5月7日、シーアンドエイチ） - 共演：藤崎なぎさ、藤本AYAY
- 視 SHISEN 素裸のあやかと二人きり (2009年10月8日、シーアンドエイチ)

### DVD （桃さやか名義）
- 再誕 (2010年4月6日、シーアンドエイチ)
- 超限界ナイショ (2010年10月7日、シーアンドエイチ)

### DVD （おぴんくさやか名義）
- 紫源郷 (2011年6月15日発売）